# Malkolm Petterson
Salomon Malkolm Petterson (i riksdagen kallad Petterson i Fållinge Ågård), född 18 december 1862 i Villstad, död där 15 juli 1951, var en svensk lantbrukare och politiker (frisinnad).
Malkolm Pettersson arbetade som snickare under uppväxten, men var från 1880 lantbrukare och trävaruhandlare i Fållinge Ågård i Villstad där han också var kommunalt verksam. Han engagerade sig också i den lokala sparbanksrörelsen och i missionsförbundet.
Han var riksdagsledamot i första kammaren för Jönköpings läns valkrets 1916-1921. Som kandidat för Frisinnade landsföreningen tillhörde han dess riksdagsparti Liberala samlingspartiet. I riksdagen var han bland annat suppleant i bankoutskottet 1920-1921.